# Synagoga w Sulechowie
Synagoga w Sulechowie – nieistniejąca współcześnie synagoga, która znajdowała się w Sulechowie przy obecnej ulicy Handlowej.
Synagoga została zbudowana w XIX wieku przy ówczesnej Tuchmacher Straße. Była jedyną synagogą w mieście. W czasie nocy kryształowej zniszczone zostało jej wnętrze, a w kolejnych miesiącach z miasta wydalono wszystkich Żydów. Po zakończeniu II wojny światowej, w latach 50. XX wieku, ostatecznie rozebrano wszystkie pozostałe po niej mury.